# Hyacint
Hyacint (Hyacinthus L.) je rod jednoděložných rostlin z čeledi chřestovité (Asparagaceae). V minulosti byl řazen do čeledi hyacintovité (Hyacinthaceae), případně do čeledi liliovité v širším pojetí (Liliaceae s.l.). Některé druhy rodu hyacint (Hyacinthus) jsou někdy řazeny do příbuzného rodu Hyacinthella.

## Popis
Jedná se o vytrvalé pozemní byliny s cibulemi. Jsou to rostliny s oboupohlavnými květy. Listy jsou v přízemní růžici (cca 2-6 listů), jsou jednoduché, přisedlé, s listovými pochvami. Čepele listů jsou celokrajné, většinou čárkovité až kopinaté, žilnatina je souběžná. Květy jsou oboupohlavné, jsou v květenstvích, a to ve vrcholových hroznech. Okvětí se skládá z 6 okvětních lístků ve 2 přeslenech (3+3), které jsou na bázi srostlé v krátkou trubku, často modré, ale některé kultivary jsou i odlišných barev. Tyčinek je 6. Gyneceum je složeno ze 3 plodolistů, je synkarpní, semeník je svrchní. Plodem je tobolka.

## Rozšíření ve světě
Jsou známy asi 3 druhy, které jsou rozšířeny hlavně v jihozápadní Asii.

## Rozšíření v Česku
V ČR se žádný druh z rodu hyacint přirozeně nevyskytuje. Druh hyacint východní (Hyacintus orientalis) je hojně pěstovaná okrasná rostlina.

## Hyacint v zahradnictví
Čím větší je cibule, tím větší je potom květenství. Množení těchto rostlin je dost neobvyklé, provádí se naříznutím cibule křížem. Poté se použijí stimulátory a na cibuli se vytvoří dceřiné cibulky, které se dopěstovávají.

## Seznam druhů
- Hyacinthus litwinowii – jihozápadní Asie
- Hyacinthus orientalis (hyacint východní) – jihozápadní Asie
- Hyacinthus transcaspicus – jihozápadní Asie
- a možná další